# Gera Midirna Keya Gebriel
Cet article court présente un sujet plus développé dans : Menz Gera Midir et Menz Keya Gebreal.
Gera Midirna Keya Gebriel était l'un des 105 woredas de la région Amhara, en Éthiopie.
Il faisait partie de la zone Semien Shewa de la région Amhara et  s'est scindé, avant le recensement de 2007, en deux woredas appelés Menz Gera Midir et Menz Keya Gebreal.
Son centre administratif était Mehal Meda.